# Fedir Burtschak

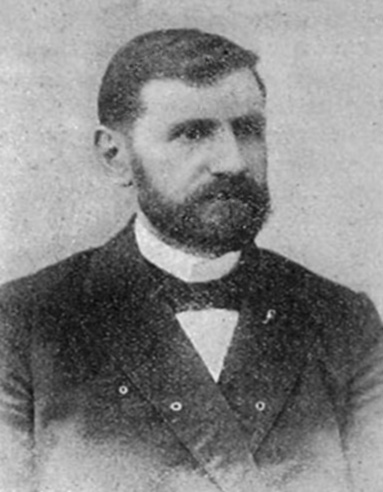
Fedir Burtschak

Fedir Stepanowytsch Burtschak (ukrainisch Федір Степанович Бурчак; * 1863; † nach 1926) war ein ukrainischer Mediziner und in den Jahren 1916/17 Bürgermeister der Stadt Kiew.

## Leben
Fedir Burtschak kam 1863 in eine bürgerliche Familie zur Welt. Nachdem Burtschak 1888 die Medizinische Fakultät der St.-Wladimir-Universität in Kiew absolviert hatte, arbeitete er, bis zu seiner Rückkehr nach Kiew 1898, als Landarzt im russischen Gouvernement Minsk. Anschließend war er viele Jahre als Arzt am Theologischen Seminar in Kiew tätig und lehrte am 3. Kiewer Gymnasium Hygiene.
Von 1902 an war er Mitglied der Stadtduma, ab 1904 Mitglied der Stadtregierung und von 1908 an war er stellvertretender Bürgermeister, bis er, nach dem Rücktritt von Ippolit Djakow, am 20. Junijul. / 3. Juli 1916greg. Bürgermeister der Stadt Kiew wurde. Er galt als ehrlicher Mann auf dem Posten, den er bis 1917 innehatte.
Zudem war er unter anderem Mitglied des Komitees der Staatsduma für den Bau des Taras-Schewtschenko-Denkmals und initiierte 1913 die Gründung und Eröffnung der ersten, nicht von Privatpersonen gegründeten Apotheke (1915) in Kiew.
Von 1915 bis 1917 war er als Arzt bei der Staatlichen Bank und nach 1917 als Arzt am 3. Kiewer Gymnasium tätig.
Ab 1918 leitete er die weißrussische Industrie- und Handelskammer in Kiew und in den 1920er Jahren war er Vorstandsvorsitzender der Gegenseitigen Kreditgesellschaften in Kiew. Nach 1926 sind keine weiteren biografischen Informationen zu ihm verfügbar.